# Levada de Santa Luzia
A Levada de Santa Luzia, ou Levada do Baltazar, é uma das mais antigas e importantes levadas do Funchal. O seu nome deriva da localização da sua madre junto à ribeira com o mesmo nome: a Ribeira de Santa Luzia, no sítio da Fundoa, freguesia São Roque (Funchal). É numa das casas de água desta levada que se encontra o manancial da Levada de Dona Isabel. Atualmente grande parte da sua extensão encontra-se encanada por de baixo da rua a que dá o nome: Rua da Levada de Santa Luzia.
A levada teve por origem uma iniciativa privada para facilitar a rega de vários terrenos agrícolas na zona alta do Funchal, agora freguesia de Santa Luzia. O nome Levada do Baltazar tem provavelmente como origem o nome do dono desta levada. O registo mais antigo da existência desta levada é um alvará régio, de 1515, no qual D. Manuel ordena a não alteração do curso desta levada por parte dos seus donos: "os Balthazares e outros hereus".